# برج معاذ
برج معاذ، روستایی در دهستان فهرج بخش مرکزی شهرستان فهرج در استان کرمان ایران است.

## قدمت
تاریخ برج معاذ به با توجه به نوع معماری قلعه تاریخی برج معاذ که در قسمت جنوب غربی این روستا واقع است و همچنین با توجه به سخنان معاونت اداره میراث فرهنگی استان کرمان در سفر خود به شهرستان به دوره ساسانیان بر می‌گردد.

## جاذبه‌های گردشگری
۱.قلعه تاریخی برج معاذ:
این قلعه در ابعاد ۶۰ متر در ۸۵ مت و مساحتی بیش از ۵۰۰۰متر مربع در جنوب غربی برج معاذ واقع شده‌است.
دور تا دور قلعه اتاق‌هایی قرار دارد. این اتاق‌ها جهت سکونت اهالی قلعه بوده‌است. تعداد این اتاق هادر ضلع شمال و جنوب هر کدام ۱۵ اتاق و در ضلع‌ها شرقی و غربی هر کدام۱۱اتاق است. اتاق‌های ضلع شمالی بیشتر جهت استفاده به عنوان اصطبل حیوانات و نگهداری و ذخیره علوفه استفاده می‌شده. مساحت هر اتاق این قلعه ۱۲ متر مربع و ارتفاع آن ۳ متر می‌باشد.
ارتفاع دیوار دور قلعه از سطح زمین ۵ متر و پهنای آن ۱ متر و ۲۰ سانتی‌متر می‌باشد.
در اطراف قلعه ۶ برجک به ارتفاع ۸ متر وجود دارد که جهت دیده‌بانی استفاده می‌شده‌اند. ۴ برجک در چهار گوشه قلعه و دو برجک دیگر در میانه دیوارهای شمالی و جنوبی قرار دارند.
هر یک از دیوارهای شمالی و جنوبی شامل ۱۰۴ کنگره و دیوار شرقی شامل ۷۶ کنگره می‌باشد. در کنار هر کنگره دو نوع منفذ دیده‌بانی وجود دارد منفذهای نزدیک بینی منفذهای دوربینی که به ازای هر کنگره ۲ منفذ کوچک نزدیک بین و یک منفذ دور بین قرار دارد.
در ضلع غربی و میانه دیوار در طبقه دوم ساختمان اعیان‌نشین قلعه (سردر) قرار دارد این ساختمان شامل ۲ اتاق شرقی به سمت قلعه و ۳ اتاق غربی می‌باشد و مساحت آن بیش از۱۳۰ متر مربع است. این ساختمان توسط ۸ پله به پشت بام راه دارد که ارتفاع آن از سطح زمین ۱۰ متر است.
در قسمت درونی قلعه نیز اتاق‌های محقری وجود دارد که جهت سکونت قشر ضعیف استفاده می‌شده.
آب انبار این قلعه درست در مرکز و در ۲ طبقه قرار دارد که جهت ذخیره آب آشامیدنی ساکنین استفاده می‌شده.
در قسمت شمالی و بیرون از قلعه عمارتی بنا شده که از آن جهت طباخی و آشپزی استفاده می‌شده رو واقع این مارت آشپزخانه قلعه برج معاذ بوده‌است.
۲. کلوتک‌ها:
در قسمت شمالی برج معاذ و در کنار حوض انبار (محل ذخیره آب برای۱۶ روستا از توابع برج معاذ) که بر روی افراز (گسل) برج معاذ قرار دارد کلوتک‌های بسیار زیبا و دیدنی وجود دارد که همواره مورد توجه گردشگران و مستند سازان است.
۳.جنگل‌های کهور:
در قسمت شمالی و غربی قلعه برج معاذ بعد از نخلستان‌های تقریباً خشک شده برج معاذ منطقه وسیعی از جنگل‌های گز و کهور قرار دارد. این جنگل جزء معدود جنگل‌های کهوری است که بستر آن پوشیده شده از شن‌های روان است.
این جنگل طرفداران زیادی برای انجام مسابقات موتور سواری در بین جوانان منطقه دارد.
۴.نپکا (گلدان‌های طبیعی):
وجود شن در بستر جنگل‌های کهور برج معاذ که خود باعث منحصر به فرد شدن این این جنگلهاست باعث شده تا با روی هم شدن و ایجاد تلهایی بزرگ در اطراف و زیر بخشی از گزها و کهورها نوعی گلدان به صورت یک تل شنی که در بالای آن یک گیاه قرار دارد شده‌است.
در نپکاهای گزی این تل‌ها با تعداد زیادی از برگ‌های زیر گز پوشیده شده و نمای زیبا و منحصر به فرد را ایجاد می‌کند.
۵.تپه‌های شن:
بعد از جنگل‌های کهور و در قسمت شمالی افراز (گسل) برج معاذ تپه هاب شنی وسیع و بلندی وجود دارد که طول سال محل تفریح مردم منطقه می‌باشد.
در دامنه این تپه‌ها درختان کنار (سدر) بی شماری وجود دارد در این دامنه‌ها به کشت گندم و جو پرداخته می‌شود. در دامنه شرقی این تبه‌ها نخلستان‌های آباد و بر رونقی وجود دارد.
این تپه‌ها طرفداران زیادی برای مسابقات موتور سواری در بین جوانان منطقه خصوصاً در روزهای بارانی دارد.
در روزهای بارانی خصوصاً در زمستان جمعیت بسیار زیادی روز خود را در کنار خانواده با شادی سپری می‌کنند.
این تبه‌ها در ایام نوروز یکی از مهم‌ترین نقاط گردشگری برج معاذ محسوب می‌شود.
۶.آبراهه‌ها:
وجود افراز یا همان گسل برج معاذ سبب شده تا آب‌های حاصل از بارش باران در یک جا جمع نشوند به پایین این افراز سرریز شوند. این سرریز و راه افتادن آب در طول زمان باعث شده تا آبراهه‌های بسیاری بر روی افراز برج معاذ ایجاد شود که از بایین افراز نمایی بسار زیبا و دیدی دارد. عمق این آبراهه‌ها به۴ متر هم می‌رسد. تعدادی از این آبراهه‌ها که نزدیک کلوت‌ها و حوض انبار قرار دارند در اثر فرسایش فرو ریخته و با هم یکی شده شکل یک دره به خود گرفته‌اند. وجود حوض انبار در نزدیکی این آبراهه بزرگ رطوبت حاصل از آب ذخیره در حوض انبار ایجاد نی زارهایی در بالا و ورودی این آبراهه کرده‌است.
۷.مقبره زن پارسایی معروف به بیبی گل پر:
این مقبره بر روی افراز (گسل) برج معاذ قرار دارد. بیبی گل پر زن پارسا و نیکو کاری بوده که در گذشته در برج معاذ زندگی می‌کرده. یک کهور و یک نوع درخت عجیب با گلهایی مانند شکوفه‌های انار کنار این مقبره قرار دارند در واقع این مقبره زیر این درختان است. به گفته مردم برج معاذ گل‌های این درخت در شب‌های جمعه درخشش خاصی دارند و پر رنگ تر از بقیه اوقات هستند. این درخت در تمامی روزهای سال حتی در زمستان نیز گل می‌دهد.
در کنار این مقبره یک کلوتک نیز قرار دارد که باعث می‌شود این مقبره از دور حتی از پایین افراز هم دیده نشود.
در کنار این مقبره چاه‌های عمیقی وجود دارد که مربوط به قناتی معروف به قنات شریک آباد هستند در باورهای عامیانه آب یکی از این چاه‌ها که عمیق‌تر از بقیه است مریضی‌ها را شفا می‌دهد. هرچند این باور کاملاً کم رنگ شده‌است.

۸.پیست شتر سواری:
در پایین افراز برج معاذ و بعد از باغات و نخلستان‌ها دشت وسیعی وجود دارد. در این دشت یک پیست شتر سواری برای برگزاری مسابقات شهرستانی و استانی ساخته شده‌است.
این مسابقات هر چند ماه یک بار برگزار می‌شود.
۹۰محله متروکه برزنگ:
در قسمت شرقی برج معاذ و در دامنه گسل برج معاذ محله ای متروکه و با خانه‌هایی حشت و گلی به نام برزنگ وجود دارد.
نحوه قرارگیری این خانه‌های خشت و گلی بر روی گسل به صورت پلکانی است.
این محله در سالیانی نچندان دور محل سکونت مهاجرانی بوده که از استان همجوار یعنی سیستان و بلوچستان به این منطقه نقل مکان کرده‌اند.
ساکنین این محله در حال حاضر به شهر فهرج نقل مکان کرده ور سکونت کرده‌اند.
درورودی این محله مسجدی کوچک و خشت و گلی و در مسیری میدان شکل قرار گرفته‌است.
هم‌اکنون از این محله برای گردش و تفریح استفاده می‌شود. همچنین باغات مرکبات و خرمای این محله همچنان پابرجا هستند.
۱۰. قبرستان باستانی:
این قبرستان در دامنه گسل برج معاذ و کمی آنسو تر از مقبره بیبی گل پر قرار دارد.
قبرستانی که تقریباً نابود شده و اثر زیادی از قبرهایش وجود ندارد.
فاصله این قبرستان تا قبرستان فعلی برج معاذ چیزی حدود ۵۰۰متر است.
تنها چیزی که از قدمت این قبرستان می‌دانیم این است که بسیار قدیمی و تاریخی است.
قبرستان دیگری در برج معاذ قرار دارد که قبلاً از قبرستان فعلی مورد استفاده می‌شده‌است. در حال حاضر دبیرستان توحید بر روی این قبرستان ساخته شده‌است.

## جمعیت
بر پایه سرشماری عمومی نفوس و مسکن در سال ۱۳۹۵، جمعیت این روستا برابر با ۳٬۰۹۵ نفر (۷۶۰ خانوار) بوده‌است.